# Ghjacumu Thiers
Ghjacumu Thiers (Bastia, 1945) és un escriptor i activista cors.
El 1974 fou un dels fundadors de la revista Rugiru. Va ser professor de literatura clàssica a Niça, Aiacciu i Bastia, des del 1983 fa classes a la Universitat de Còrsega. Des del 1995 és president del jurat de les classes de llengua corsa als instituts. Ha col·laborat sovint amb el CIEMEN i les revistes Altres Nacions i Europa de les Nacions, on el 1981 va publicar un dossier sobre Còrsega.
Ha escrit peces de teatre com L'Orcu, U Rè, Pandora, U Casale, U più hè per fà l'erre, I Strapazzi di Bazzicone i Tutti in Pontenovu (1979-1999), diversos articles sobre llengua corsa i un mètode d'aprenentatge de la llengua, Stà à sente o Pè !, Dì tù. El 2013 va escriure la novel·la Quandu sò spenti i lumi juntament amb Jordi Buch i Oliver.